# Isabel Granada
Isabel Granada Castro (Manila, 9 de marzo de 1976 - Doha, 4 de noviembre de 2017) fue una actriz, cantante, atleta y piloto filipina que poseía también la nacionalidad española. Participó en la serie de televisión filipina Villa Quintana, junto a Rochelle en su primera aparición en la que fue presentada por la red televisiva de GMA.

## Biografía
Nació en Manila, capital de Filipinas, hija de Humberto Granada, ingeniero y jefe de marina, e Isabel Castro Campos, un ama de casa española a la que también llaman sus personas más íntimas Mamá Guapa. En su infancia, su familia pasó un año en la ciudad española de Ferrol, de donde es originaria la madre y donde viven actualmente muchos familiares.
Hablaba español, tagalo e inglés. Su padre falleció de una enfermedad en 1995. Se casó con Geryk Genasky Aguas, un concejal filipino de Pampanga, de ascendencia euroasiática de Rusia, su madre no estuvo presente debido a la desaprobación de esta última. Ella y su marido residían en Los Ángeles.
El 25 de octubre de 2017, Granada cayó en coma luego de sufrir seis paros cardíacos durante un viaje de negocios a Catar con su esposo. Fue trasladada al Hospital del Corazón de la Corporación Médica Hamad y posteriormente al Hospital General Hamad en Doha. Falleció el 4 de noviembre de 2017 a los 41 años, a consecuencia de un aneurisma.

## Carrera
Su carrera floreció finalmente después de una audición para That's Entertainment (Así es el mundo del espectáculo) en 1986, cuando se convirtió en miembro de un grupo llamado martes. Luego grabó un álbum con canciones como «Crush Na Crush Kita» (Estáis verdaderamente chiflados) y «Di Na Bale» (No importa).
Después de unirse al elenco de Ikaw Na Sana, trabajó en la serie dramática en ABS-CBN titulada Sa Puso Ko Iingatan Ka para trabajar con Judy Ann Santos. En 2008 interpretó el personaje de Elena Valderrama en la nueva versión de Kaputol ng Isang Awit con la coprotagonista Glaiza de Castro y Lovi Poe que recientemente fue presentada en la red de GMA. También trabajó en la comedia romántica que también fue una nueva versión titulada Lalola en la edición filipina. En 2009 se convirtió en una de las artistas invitadas de la adaptación del Zorro.

### Televisión
| Año       | Título                 | Personaje         | Canal   |
| 2010      | Panday Kidz            | Tessa             | GMA-7   |
| 2009      | Adik Sa'Yo             | Doy               | GMA-7   |
| 2009      | Zorro                  | Minerva           | GMA-7   |
| 2008      | Obra                   | Guest Role        | GMA-7   |
| 2008-2009 | Lalola                 | Tala Romina       | GMA-7   |
| 2008      | Kaputol ng Isang Awit  | Elena Valderama   | GMA-7   |
| 2007-2008 | Zaido                  | Luna              | GMA-7   |
| 2007      | Pasan Ko Ang Daigdig   | Ricca             | GMA-7   |
| 2001      | Sa Puso Ko Iingatan Ka | Adelaine Enríquez | ABS-CBN |
| 1997-1998 | Ikaw Na Sana           | Luchi             | GMA-7   |
| 1995      | Villa Quintana         | Rochelle          | GMA-7   |
| 1986      | That’s Entertainment   | Ella misma        | GMA-7   |

### Cine
| Año  | Título                           | Personaje   |
| 2008 | Xenoa 2: Clash of the Bloods     | Eli         |
| 2008 | Pirates Blood                    | Tanya       |
| 2007 | Xenoa                            | Eli         |
| 2001 | Masikip na Ang Mundo mo Labrador | Ligaya      |
| 2001 | Halik ng Sirena                  | Mina        |
| 2000 | Eskort                           |             |
| 2000 | Anghel de la Guardia             | Terresa     |
| 1999 | Hubad sa Ilalim ng Buwan         | Buwan       |
| 1997 | Ligaya ang Itawag mo sa Akin     | Estela      |
| 1989 | Huwag Kang Hahalik Sa Diablo     | Sabsy       |
| 1989 | Isang Araw Walang Diyos          | Santa Babae |
| 1986 | Bakit Madalas ang Tibok ng Puso  | Andrea      |